# Парк імені Тараса Шевченка (Світловодськ)
Парк культури і відпочинку ім. Т. Г. Шевченка — великий за площею і давній за насадженням лісопарковий масив у центрі Світловодська.

## Розташування
Парк розташований у центрі міста, обабіч проїжджої частини центральної вулиці — Героїв України, між вулицями Парковою (на сході), Українською (на півдні), Ювілейною (на заході) та Приморською (на півночі).
Біля парку, майже на березі Кременчуцького водосховища, в оточенні столітніх сосен розташований пансіонат «Славутич».

## Історія
Ліс, який називався урочищем «Акація», а згодом став основою лісового масиву парку, був висаджений жителями села Табурище ще в роки, які передували Другій світовій війні, та в перші повоєнні роки, щоб захистити село від піщаних наносів і суховіїв.
Під час будівництва Світловодська, проєктувальники наполягали на тому, щоб східну частину населеного пункту спорудити на місці урочища, оскільки значно зекономилися б кошти на комунікації, а саме поселення було б компактнішим. Але представники тодішньої місцевої влади відстояли ліс.
До 1978 року про Тараса Шевченка нагадувала лише інформаційна дошка біля входу до парку, а вже в 1978 році в центрі парку був установлений пам'ятник Кобзареві.
У тому ж році біля центрального входу до парку була встановлена металева консольна арка в стилі конструктивізму, оздоблена рифленими алюмінієвими плитками та модними на той час світильниками.

## Опис
Площа парку — 109 гектарів. Деревостан парку складають, в основному, кримська й сибірська сосна, клен, біла акація.
У парку є літній «Зелений театр» з концертним залом на 2 тисячі місць, спортивні й ігрові майданчики, атракціони для дітей та дорослих. Однак найбільша цінність парку — його лісовий масив.
У парку проводяться різноманітні розважальні заходи: концерти, фестивалі, конкурси, виставки місцевих майстрів художнього та декоративно-ужиткового мистецтва, спортивні змагання.

## Галерея

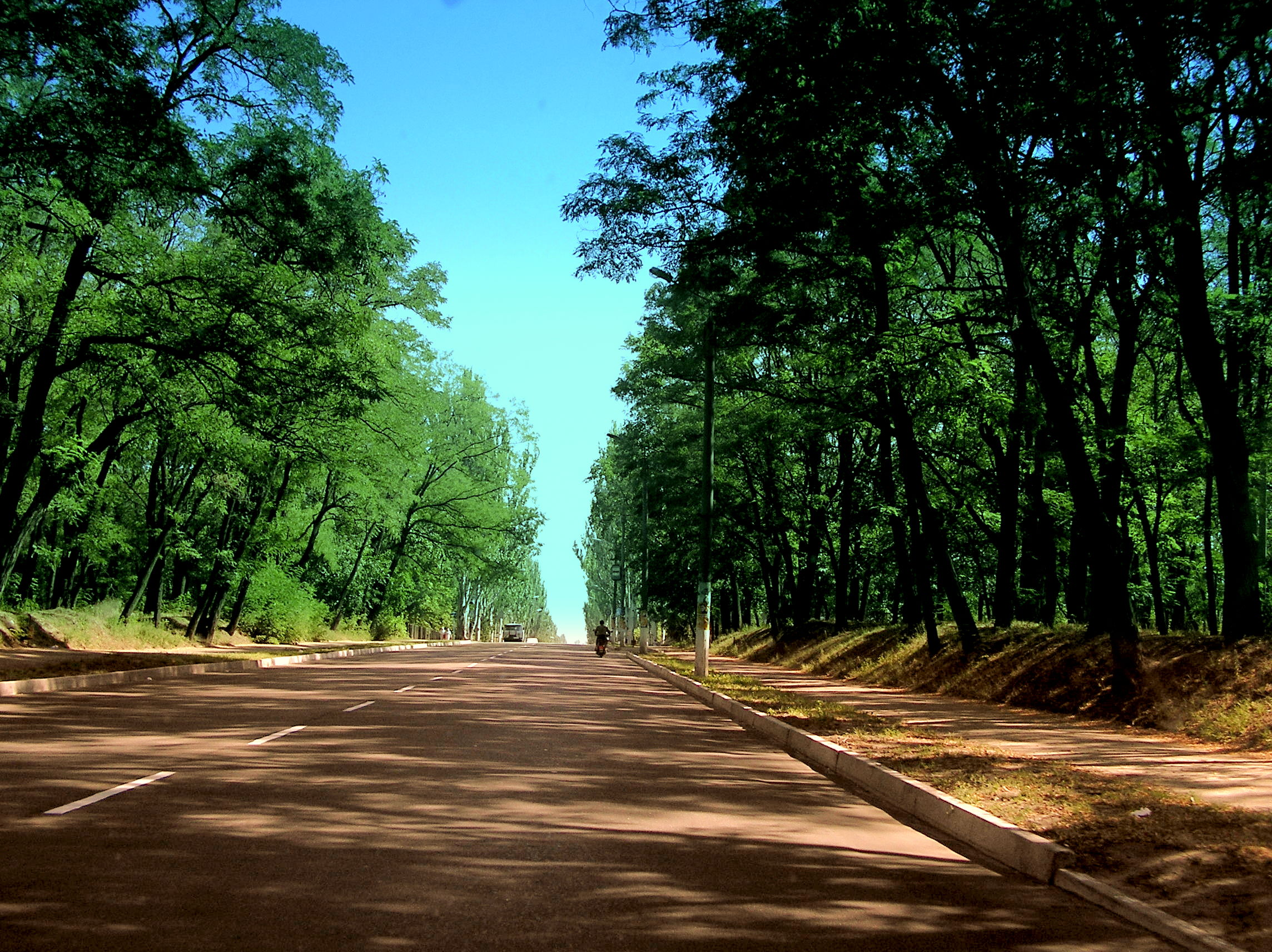
Вулиця Героїв України (колишня Леніна) проходить через парк (серпень 2007)
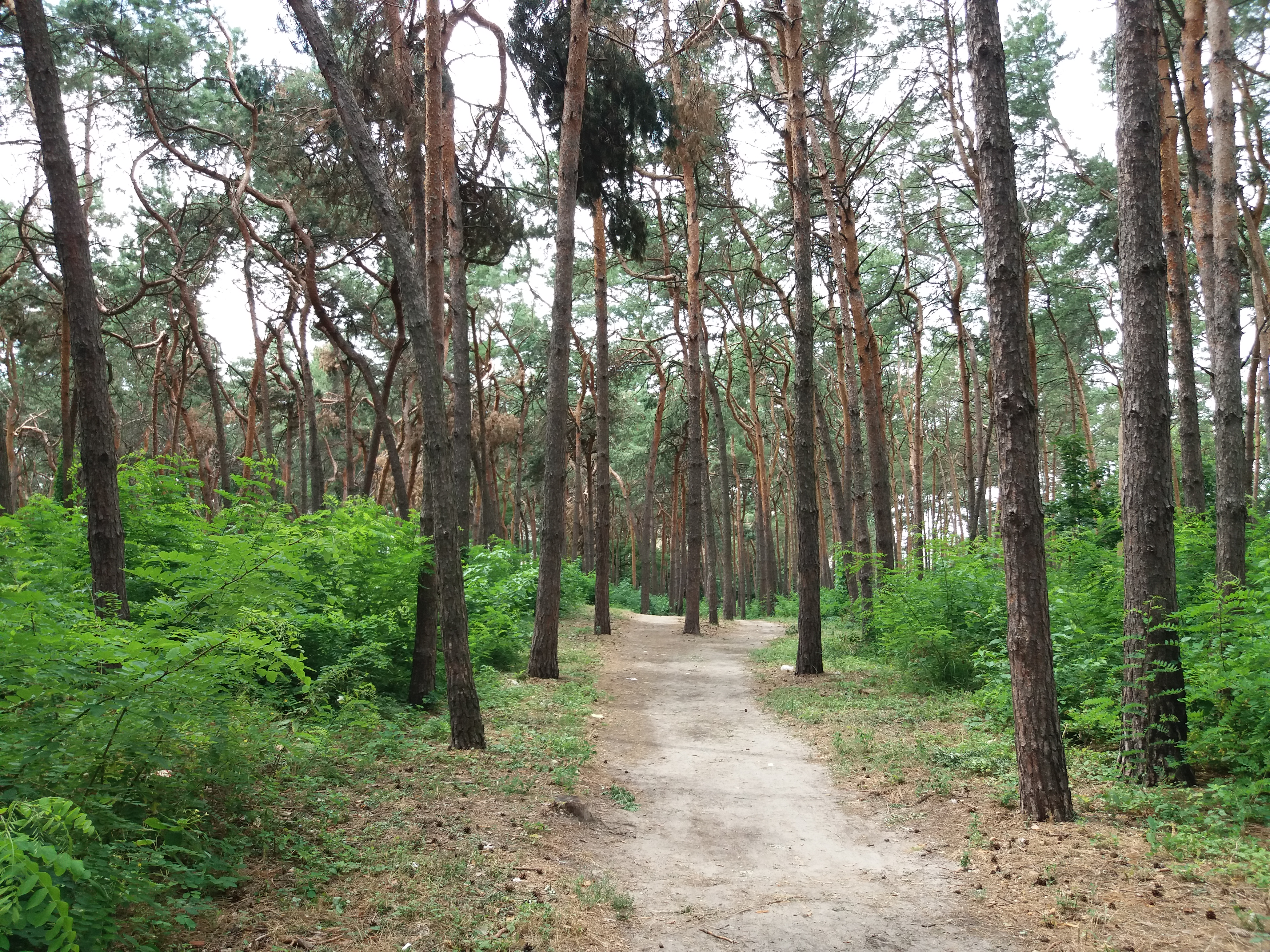
Сосни в парку (липень 2019)
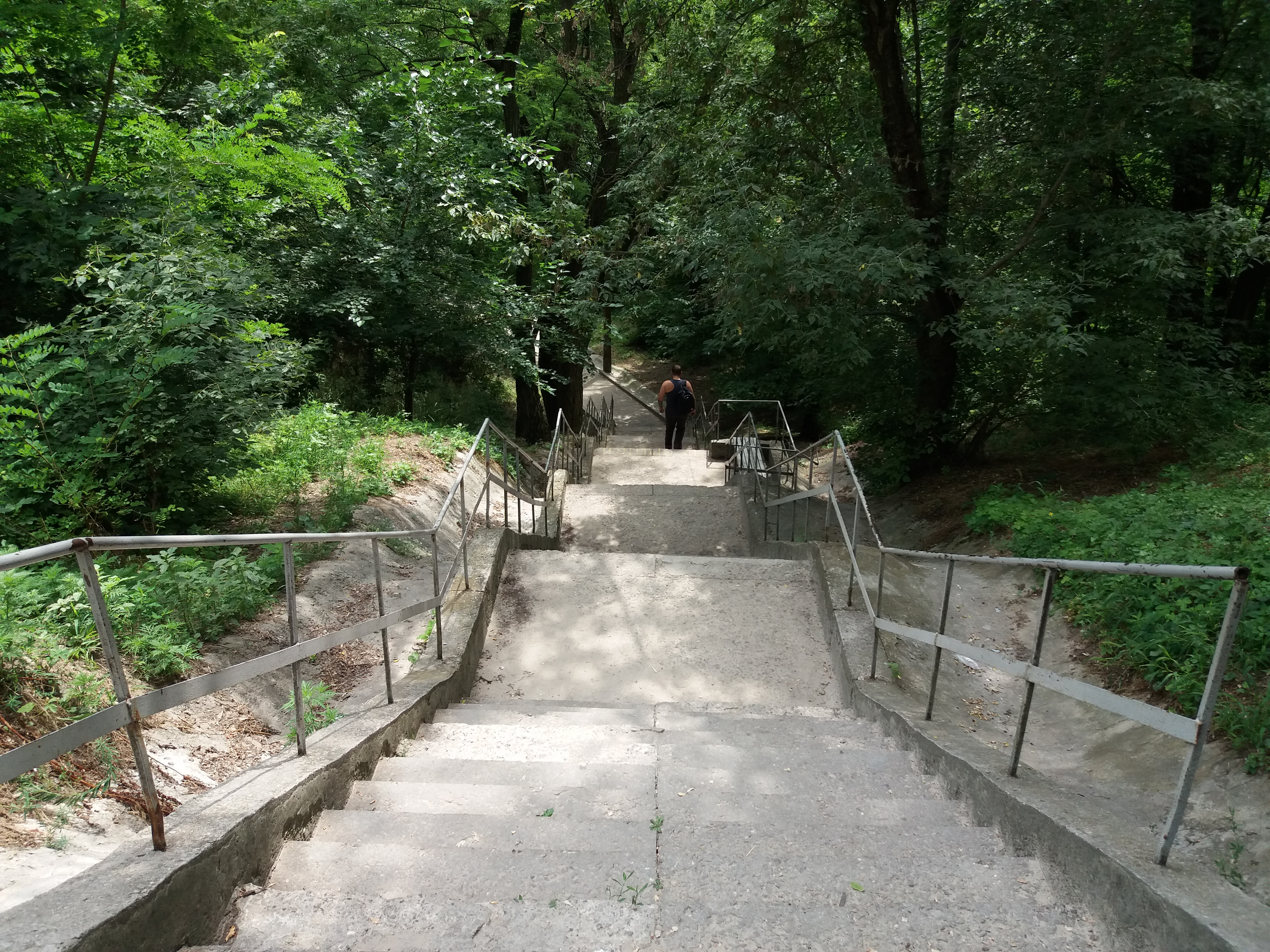
Сходи між горішньою і долішньою частинами парку (липень 2019)